# Piedras rúnicas de Orkesta

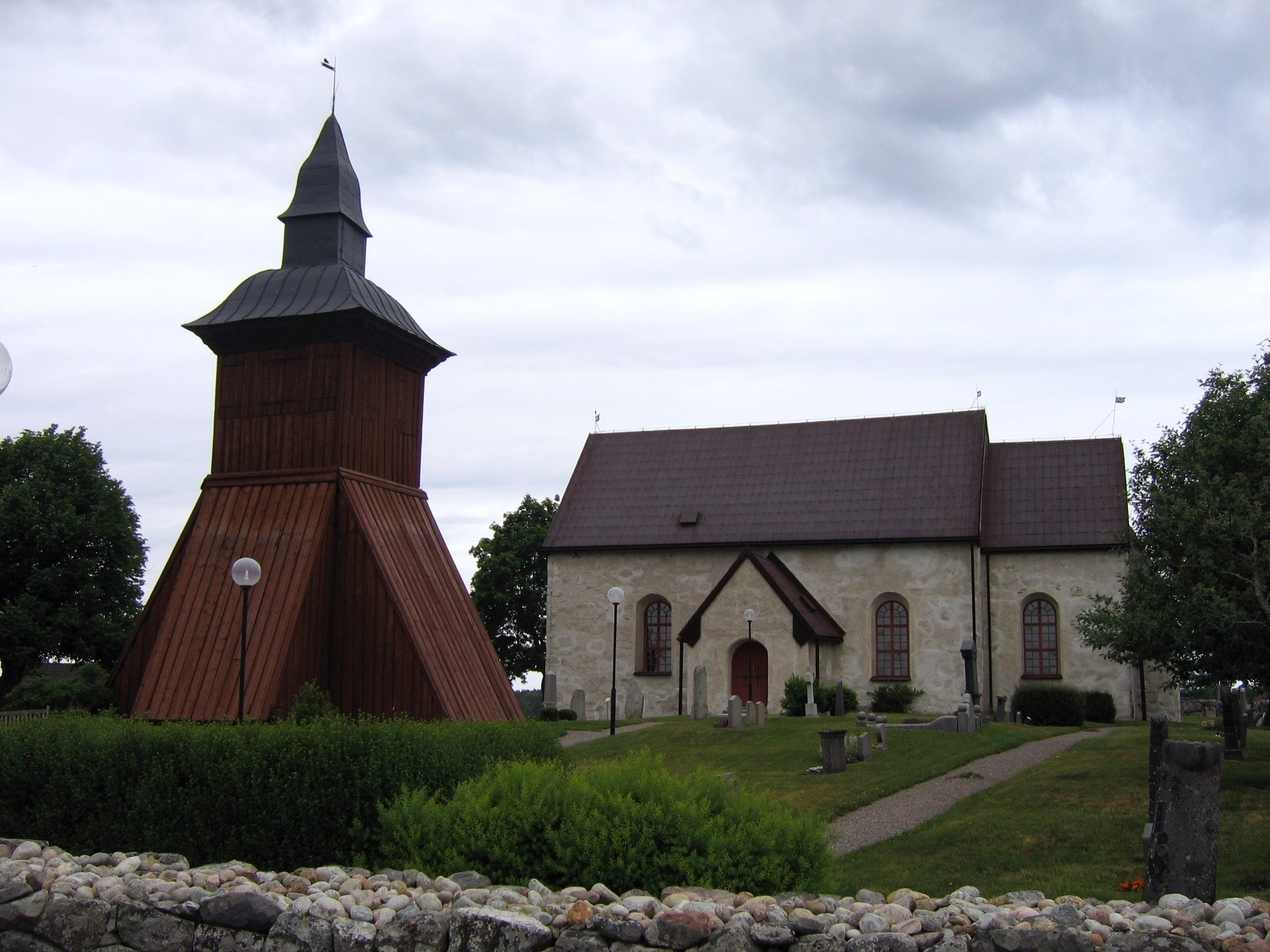
La iglesia de Orkesta.

Las piedras de Orkesta son un conjunto de piedras rúnicas del siglo XI, grabadas en nórdico antiguo con caracteres del futhark joven, situadas en la iglesia de Orkesta, al noreste de la capital sueca, Estocolmo. 
Varias de estas piedras son piedras erigidas por o en memoria del vikingo sueco Ulf de Borresta, quien a lo largo del siglo XI regresó hasta tres veces con el tributo danegeld de tierras inglesas. Los líderes mencionados de esas expediciones fueron Skagul Toste (Tosti), Thorkell el Alto (Þorketill) y Canuto el Grande (Knútr). Ulfr también erigió las piedras rúnicas de Risbyle en la misma región, y también se le menciona en la piedra rúnica (ahora desaparecida) U 343.
Hay otras dos piedras rúnicas que mencionan el danegeld y ambas encontradas relativamente cerca (U 241 y U 194).

## U 333
Piedra rúnica de estilo Pr3 o estilo Urnes. El estilo Urnes se caracteriza por diseños de animales estilizados y delgados entrelazados en un patrón. La cabeza de los animales se presentan siempre de perfil con largos ojos almendrados y los apéndices rizados hacia arriba, así como nariz y cuello.
Inscripción
En caracteres latinos:
usnekin ' uk ' sikne(o)t ' uk ' sihuiþ(r) ' lata ' reis(a) s(t)iin ' eft[R '] b[r](u)s(a) ' faþur sin
En nórdico antiguo: 
Osnikinn ok Signiutr ok Sigviðr lata ræisa stæin æftiR Brusa, faður sinn.
En castellano: 
Ósníkinn y Signjótr y Sigviðr han levantado esta piedra en memoria de Brúsi, su padre.

## U 334
Piedra rúnica de estilo Pr4 o estilo Urnes.  
Inscripción
En caracteres latinos: 
(k)u[þs]n[o]n--þ[a]... stiain ' iftiR ' fa[þu]- ...[n] (b)iaorn * u(k) moþur * siena ' ...(f)(t)(n)-... ...-bi sialu ... [kt]il * risti
En nórdico antiguo:
... stæin æftiR faðu[r] [si]nn Biorn ok moður sina ... [hial]pi sialu ... Kætill risti.
En castellano:
... la piedra en memoria de su padre Bjôrn y su madre ... guarden el alma ... grabó Ketill.

## U 335
Esta piedra se erigió para conmemorar la construcción de un nuevo puente por Holmi. Dedicó el puente y la piedra rúnica a su padre Hæra, que era huscarle de un Señor llamado Sigrøðr. La referencia a la construcción de un puente en estas piedras era bastante común durante ese periodo. Algunas eran referencias cristianas relacionadas con cruzar el puente hacia el más allá. también en aquel tiempo la Iglesia católica patrocinaba la construcción de carreteras y puentes mediante el uso de indulgencias para la intercesión por las almas.
Otros ejemplos de estas piedras o inscripciones sobre los puentes fechadas en el siglo XI son el Grabado RamsundSö 101, U 489 y U 617. Como muchas otras piedras rúnicas, se descubrieron empotradas en los muros de una iglesia, donde permanecen todavía. 
Inscripción
En caracteres latinos:
ulmi × lit × risa × stin × þina × uk × bru þisi × i(f)tiR × iru × faþur sin × uskarl × sifruþaR
En nórdico antiguo: 
Holmi let ræisa stæin þenna ok bro þessi æftiR Hæru(?), faður sinn, huskarl SigrøðaR.
En castellano: 
Holmi ha levantado (hecho) este puente en memoria de Hæra, su padre, huscarle de Sigrøðr.

## U 336
Piedra rúnica erigida por Ulf de Borresta, en memoria de su tío Ónæmr. Ulf añade que ambos vivieron en Borresta (Nórdico antiguo: Báristaðir). El nombre Ónæmr, que significa "lento aprendiz", también se menciona en otras dos piedras cercanas, U 112 y U 328 y las tres se refieren a la misma persona. Clasificada como insripción de estilo RAK.
Inscripción
En caracteres latinos:
[ul]fR × lit × risa stin × þi[n]a × iftiR × unim × faþurs×bruþr sin þiR × buku × baþiR × i × baristam
En nórdico antiguo: 
UlfR let ræisa stæin þenna æftiR Onæm, faðursbroður sinn. ÞæiR byggu baðiR i Baristam.
En castellano: 
Ulfr ha levantado esta piedra en memoria de Ónæmr, hermano de su padre. Ambos vivieron en Báristaðir.

## U 343
Posiblemente una piedra rúnica de estilo Pr3. Formó parte de un monumento en combinación con las piedra U 344 (ver abajo), en Yttergärde. Aunque actualmente se encuentra desaparecida (solo se conserva un dibujo del siglo XVIII), se puede incluir aquí porque sus canteros decidieron que fuera acompañada de la U 344. El maestro cantero a quien se le atribuye ambas piedras es Åsmund Kåresson. Para la palabra moðiR, "madre", Åsmund no contempló la última runa R. También omitió la misma letra en la piedra U 241 de quien también es autor, U 884 y posiblemente en el nombre Guðælfr de otra pieza (desaparecida hoy) U 1003.
Inscripción
En caracteres latinos:
[* karsi ' uk ...-rn þaiR litu raisa stai- þino ' aftiR ' ulf ' faþur sin ' kuþ hialbi hons ... auk| |kuþs muþi]
En nórdico antiguo: 
Karsi ok ... þæiR letu ræisa stæi[n] þenna æftiR Ulf, faður sinn. Guð hialpi hans ... ok Guðs moðiR.
En castellano:
Karsi y ... ellos han levantado esta piedra en memoria de Ulfr, su padre. Que Dios guarde su ... y madre de Dios.

## U 344
La piedra rúnica U 344, de estilo Pr3, fue encontrada en 1868, en Yttergärde, por Richard Dybeck, pero actualmente se encuentra en la iglesia de Orkesta. Las runas se escribieron de derecha a izquierda con la orientación de las runas en el mismo sentido, pero las palabras en el exterior de la banda están escritas en la habitual forma de izquierda a derecha.
Es una piedra notable porque conmemora que el vikingo Ulf de Borresta había tomado tres danegelds (tributos) en Inglaterra. La primera fue con Skagul Toste, la segunda con Thorkell el Alto y la última con Canuto el Grande. Como había muchos años de diferencia entre uno u otro hecho, es muy probable que Ulfr regresara a Suecia tras cada incursión para vivir como un próspero magnate.
U 344 se considera una de las piedras rúnicas sobre Inglaterra.
Inscripción
En caracteres latinos:
in ulfr hafiR o| |onklati ' þru kialt| |takat þit uas fursta þis tusti ka-t ' þ(a) ---- (þ)urktil ' þa kalt knutr
En nórdico antiguo:
En UlfR hafiR a Ænglandi þry giald takit. Þet vas fyrsta þet's Tosti ga[l]t. Þa [galt] Þorkætill. Þa galt Knutr.
En castellano:
Y Ulfr ha tomado tres pagos en Inglaterra. Esto fue el primero que pagó a Tosti. Entonces pagó Þorketill. Entonces pagó Knútr.